# Вайсенборн (Бургенланд)
Вайсенборн (нем. Weißenborn) — деревня в Германии, в земле Саксония-Анхальт. Входит в состав коммуны Дройсиг района Бургенланд.
Население составляет 363 человек (на 31 декабря 2008 года). Занимает площадь 9,55 км².
Вайсенборн впервые упоминается в 1289 году.
Ранее Вайсенборн имел статус коммуны и подразделялся на 3 сельских округа. 1 января 2010 вошёл в состав коммуны Дройсиг.

## Достопримечательности
В деревне есть краеведческий музей и церковь.